# Mort sur terre battue
Pour plus de détails, voir Fiche technique et Distribution.
Mort sur terre battue est un téléfilm franco-belge réalisé par Denis Malleval d'après un scénario de Pierre Monjanel et diffusé pour la première fois en Belgique le 26 mai 2025 sur La Une.
Cette fiction policière est une coproduction de Neyrac Films, France Télévisions, Be-FILMS et la RTBF (télévision belge) pour France 2.

## Synopsis
Quelques jours avant un important tournoi de tennis sur terre battue, Manon Picard, le nouvel espoir du tennis féminin français, est retrouvée morte sur un des courts.
Le capitaine Romain Fabiot mène l'enquête, assisté de la jeune lieutenante Camille Lauristan que la commissaire Béranger n'aime guère et considère comme une pistonnée.
Ses investigations l'amènent à soupçonner tour à tour le père de Manon Picard, le directeur du tournoi Vincent Beti, la mère de la jeune joueuse de tennis ukrainienne Larissa Dubenko (dont les opposantes sont souvent victimes de blessures juste avant le match) ainsi que Kevin Moulin, le kiné du tournoi WTA.
Grand fan de tennis, Fabiot se sent un peu gêné aux entournures vis-à-vis de Vincent Beti, qui est une légende du tennis pour lequel il avait la plus grande admiration quand il était jeune.

## Fiche technique
Sauf indication contraire, les informations mentionnées dans cette section peuvent être confirmées par la base de données cinématographiques Allociné,  présente dans la section « Liens externes ».
- Titre français : Mort sur terre battue
- Réalisation : Denis Malleval[1],[2],[3],[4]
- Scénario : Pierre Monjanel[2],[3],[5]
- Musique : Clément Musy[5]
- Décors : Jean-François Sturm
- Costumes : Laetitia Guiral
- Photographie : Philippe Pavans de Ceccaty
- Son : Mathieu Cabooter
- Montage : Bénédicte Gellé
- Maquillage : Véronique Lasalle
- Production : Jean-Baptiste Neyrac[5]
- Sociétés de production : Neyrac Films, France Télévisions, Be-FILMS et la RTBF (télévision belge)[4],[6],[5]
- Pays de production :  France /  Belgique
- Langue originale : français
- Format : couleur
- Genre : policier[2],[7],[8],[9],[10],[11]
- Durée : 90 minutes[2],[3],[7],[8],[9],[10],[11]
- Dates de première diffusion :
  - Belgique : 26 mai 2025 sur La Une[6],[12]

## Distribution

### Police
- Florent Peyre : capitaine Romain Fabiot
- Roxanne Roux : lieutenante Camille Lauristan
- Florence Hebbelynck : commissaire Béranger

### Tournoi de tennis WTA
- Yannick Noah : Vincent Beti, ancien joueur de tennis et directeur du tournoi WTA
- Laurent Bateau : Rémy Picard, le père de la victime Manon Picard
- Celia Lebrument : Lucie Forrant, joueuse
- Daniel Njo Lobé : Jacques Forrant, le père de Lucie
- Isïa Arcangeletti : Giulia Prodi, joueuse
- Alberto Gimignani : Lorenzo Prodi, le père de  Giulia
- Jérémie Poppe : Kevin Moulin, kiné du tournoi
- Eleejah Noah : Sophie Copra

### Sponsor
- Catherine Demaiffe : Sonia Ridelnick, directrice de la communication du sponsor Westruns

## Production

### Genèse et développement
Cette fiction policière est une coproduction de Neyrac Films, de France Télévisions, de Be-FILMS et de la RTBF (télévision belge), réalisée pour France 2 avec la participation de la Radio télévision suisse (RTS) et de TV5 Monde et en partenariat avec le Centre national du cinéma et de l'image animée,,,,.
Le scénario est de la main de Pierre Monjanel, et la réalisation est assurée par Denis Malleval,,.

### Attribution des rôles
Le 20 novembre 2024, la presse annonce que l'ancien champion de tennis devenu chanteur Yannick Noah va faire ses premiers pas d'acteur à la télévision avec sa fille Eleejah dans un polar destiné à être diffusé sur France 2,,,,.
Yannick Noah s'est déjà retrouvé plusieurs fois devant la caméra : en 1998 dans le court métrage Bob de Rémy Boudet, en 2009 dans le film King Guillaume où il joue son propre rôle puis dans la comédie Safari portée par Kad Merad et en 2024 dans la comédie dramatique d'anticipation C'est le monde à l'envers ! de Nicolas Vanier.
Le tennisman explique au journal Le Parisien : « Mon fantasme, c'est de sortir du tennis. Quand bien même c'est sur un court, là, je joue la comédie. J'arrive avec le stress du nouveau. Je me nourris de chaque moment pour essayer d'apprendre. La première étape, ça a été une lecture. Je n'avais jamais fait ça de ma vie. Florent Peyre connaissait son texte par cœur. Moi, j'avais survolé. L'équipe a été un peu inquiète et m'a mis une répétitrice. ».

### Tournage
Le tournage se déroule du 18 novembre au 13 décembre 2024 à Paris et dans la région parisienne,,,,,,,,, entre autres au Racing Club Lagardère.

## Accueil

### Diffusions et audience
En Belgique, le téléfilm, diffusé le 26 mai 2025 sur La Une, est regardé par 330 408 téléspectateurs et se classe deuxième en termes d'audience.

### Accueil critique
Pour la RTBF, « la star du tennis Yannick Noah se révèle bon comédien dans le téléfilm. ».
Le magazine Ciné-Télé-Revue estime que « Yannick Noah est plus que crédible dans son premier grand rôle pour la télévision. Une jolie manière de boucler la boucle pour l'ex-tennisman de 64 ans, qui, après avoir remporté Roland-Garros en 1983 et brillé dans d'autres tournois tout au long de sa carrière, revient sur les courts pour les besoins d'une fiction ».